# Antoine-Gabriel Christin
Antoine-Gabriel, baron Christin, né le 30 juillet 1781 à Saint-Claude et mort le 19 septembre 1844 à Tours,  est un militaire français du XIXe siècle.

## Biographie
Antoine-Gabriel Christin est le fils de Claude-Antoine-François-Xavier Christin (1743-1817), avocat au parlement, receveur des Domaines du roi au bureau de Saint-Claude, président de l'administration municipale du canton de Saint-Claude, et de Marie Claudine Duparchy, et le neveu du juriste Charles-Gabriel-Frédéric Christin, député aux États généraux de 1789, et de Marc-François Bonguyod.
En 1799, à l'âge de dix-huit ans, il rentre à l'École polytechnique, puis devient élève sous-lieutenant à l'École du génie en 1801. Lieutenant d'État-major du génie en 1802, capitaine en 1807, chef de bataillon en janvier 1813, lieutenant-colonel le 4 février 1813, puis colonel sous la Restauration.
Il est nommé officier d'ordonnance de l'empereur Napoléon Ier en 1809.
Il est nommé sous-directeur des fortifications à Besançon en 1814. L'année suivante,  face à la menace d' invasion des armées autrichiennes, il est chargé de fortifier et d'organiser la défense des positions des Rousses, sur la frontière du Jura, point stratégique. Il fait alors bâtir cinq redoutes.
Il est nommé secrétaire de la Commission de défense générale du royaume instaurée en 1818.
Il est directeur des fortifications à Strasbourg puis à Brest. 
Christin prend part aux campagnes d'Amérique, d'Austerlitz, d'Italie, de Prusse et de Poméranie, d'Espagne, de Wagram, de Russie, de Saxe et de 1814.

## Vie familiale
Il épouse en 1816 Henriette-Jeanne Gondouin, fille de Pierre-Charles Gondouin, conseiller du roi, avocat au parlement, notaire au Châtelet de Paris, conseiller général de la Sarthe et président de l'assemblée cantonale, et d'Agathe-Charlotte-Pauline Goüin (sœur d'Henri Jacques Goüin-Moisant et d'Alexandre-Pierre-François Goüin de La Grandière), il eut de cette union : 
- Caroline (1817-1866), mariée au général Pierre Bousquet (1798-1892), commandant la subdivision d'Ille-et-Vilaine ;
- Jenny (1821-1898), mariée à Charles-François Bacot ;
- Henriette (1823-1901), mariée au général Charles-Nicolas Hainglaise (dont une fille mariée au général Jacquemin) ;
- Louise (1825-1905), mariée à son cousin Eugène Goüin, financier et sénateur ;
- Charles (1826-1896), capitaine de cavalerie, chevalier de la Légion d'honneur, marié à Amélie de Miollis, petite-fille d'Honoré-Gabriel de Miollis (dont une fille mariée à Michal Rostworowski) ;
- Henri (1828-1850), officier de marine ;
- Septime (1830), saint-cyrien, capitaine de cavalerie et industriel, chevalier de la Légion d'honneur, marié à sa cousine Berthe Cunin-Gridaine, fille de Charles Cunin-Gridaine et de Louise Goüin.

Il est propriétaire du château des Brosses (Saint-Roch) et domaine de la Cossonnière (Luynes), en Touraine.

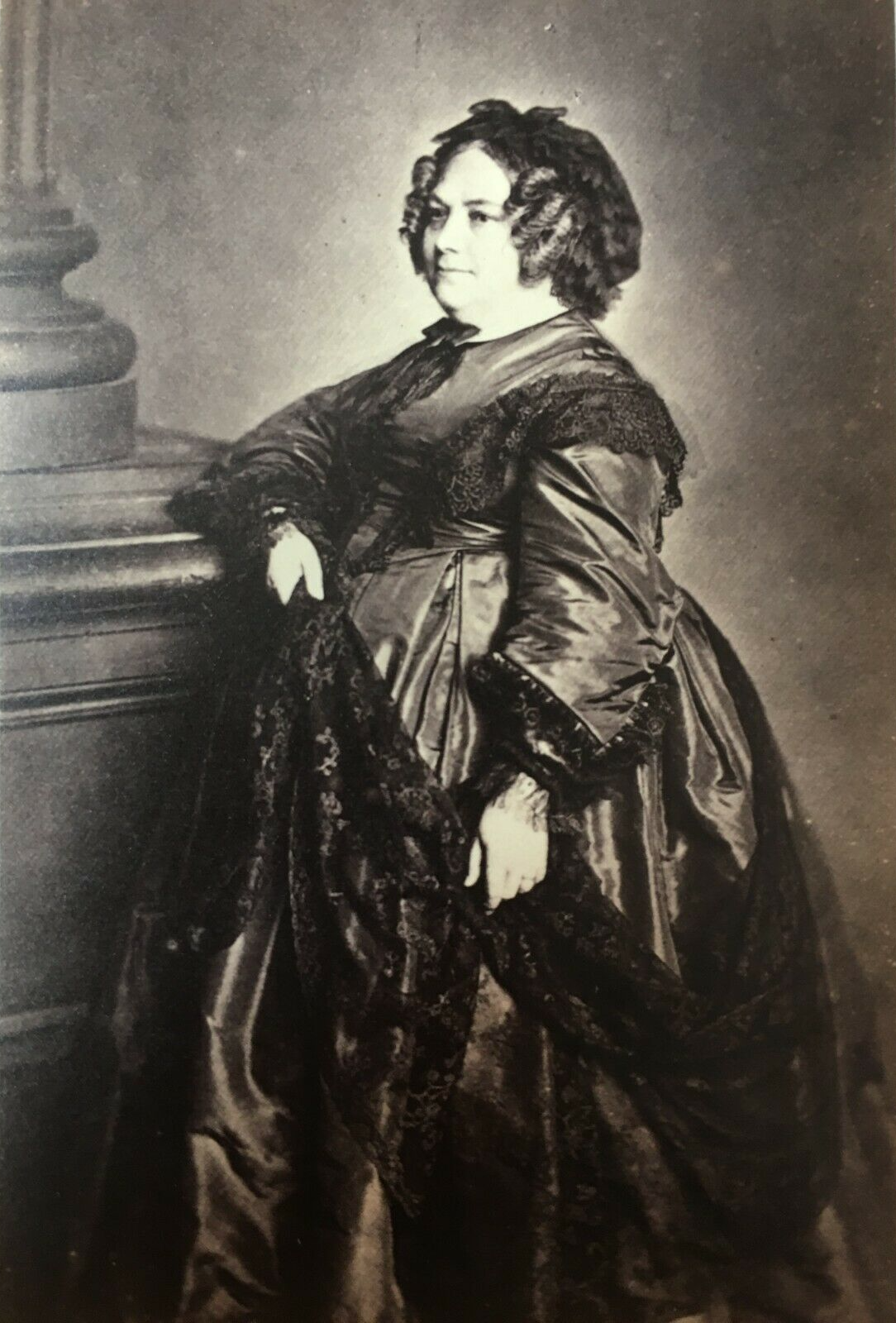
La baronne Christin, née Henriette Gondouin, son épouse.
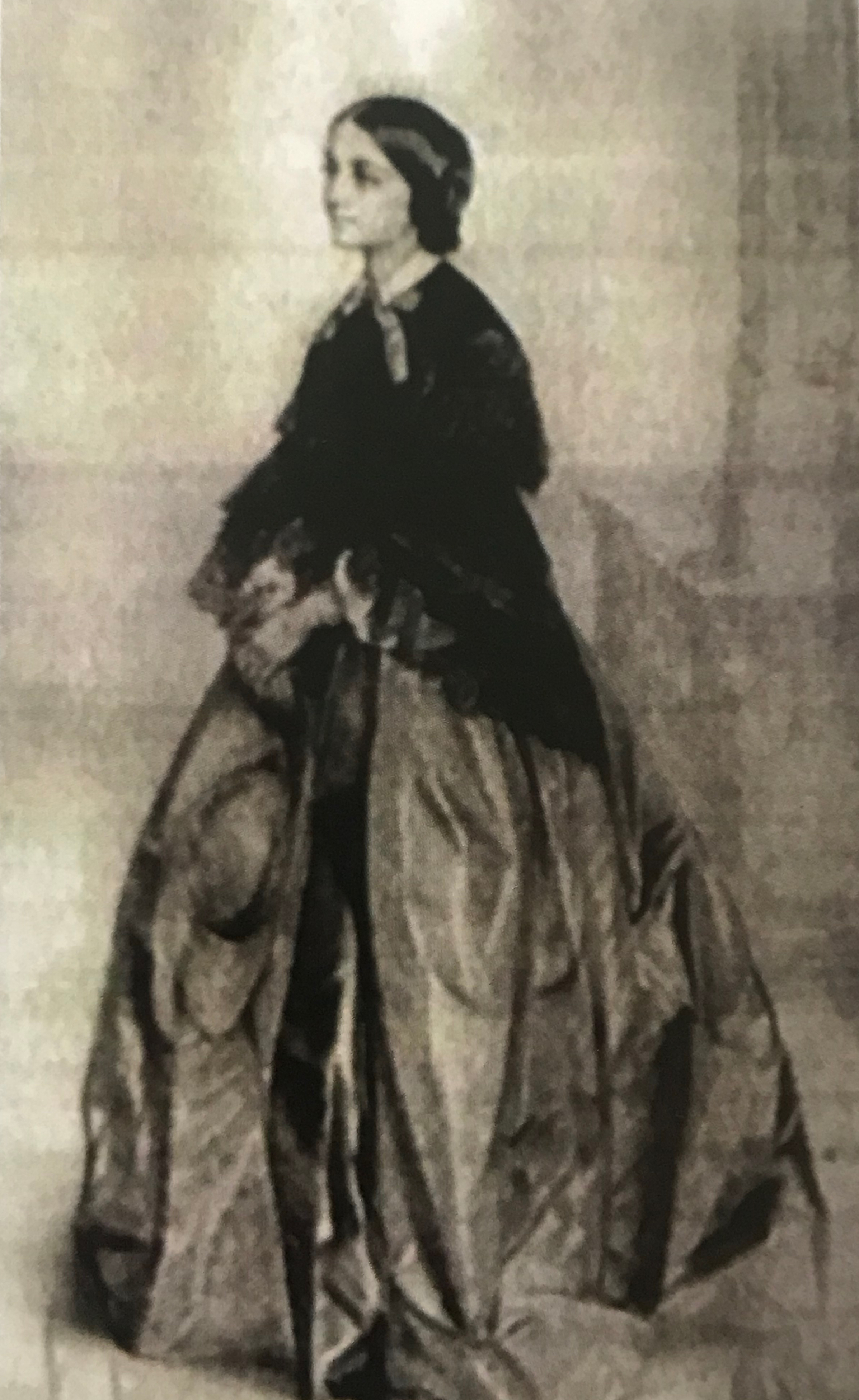
Mme Eugène Goüin, née Louise Christin, sa fille.
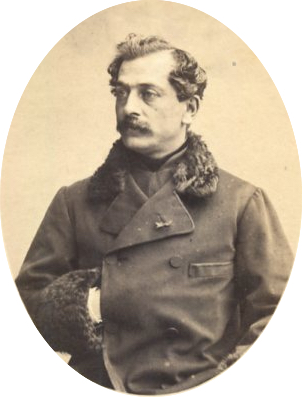
Le baron Christin, son fils.
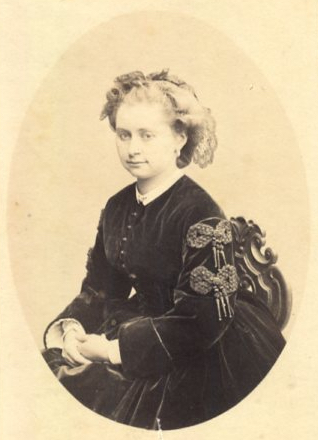
La baronne Christin, née Amélie de Miollis, sa belle-fille.

## Décorations et distinctions
- Légion d'honneur : chevalier le 10 mars 1809, puis officier le  14 septembre 1813.
- Ordre royal et militaire de Saint-Louis : chevalier.
- Chevalier de l'Empire le  18 août 1810.
- Baron de l'Empire le  3 octobre 1812.
- Ordre de la Couronne de Wurtemberg : chevalier en janvier 1815.

## Armoiries
| Figure | Blasonnement |
|        | Armes du chevalier Christin et de l'Empire (décret du 10 mars 1809, lettres patentes du 18 août 1810 (Saint-Cloud)). D'azur à la fasce de gueules du tiers de l'écu au signe des chevaliers, accompagné en chef à dextre d'une épée haute en pal et à sénestre d'un palmier, le tout d'or et en pointe de trois tours deux et une d'argent - Livrées : les couleurs de l'écu. |

| Figure | Blasonnement |
| \|     | Armes du baron Christin et de l'Empire (décret du 3 octobre 1812, lettres patentes du 19 juin 1813 (Saint-Cloud)). Coupé ; au premier d'argent à la croix potencée, de sable ; au deuxième d'azur au cosaque d'or ; la tête contournée, tenant de la sénestre une lance brisée d'argent, et monté sur un cheval galopant du même, soutenu d'une terrasse de sinople et sénestrée d'un foudre de gueules, mouvant du flanc ; franc-quartier des barons tirés de l'armée, brochant au neuvième de l'écu. - Livrées : les couleurs de l'écu, le verd en bordure seulement. |

### Sources
- Alphonse Rousset, Frédéric Moreau, Dictionnaire géographique, historique et statistique des communes de la Franche-Comté et des hameaux qui en dépendent, classés par département: département du Jura, Volume 2, 1852
- « Christin (Antoine-Gabriel) », in: Louis Bergeron, Guy Chaussinand-Nogaret, Grands notables du Premier Empire: notices de biographie sociale, CNRS, 1979
- E. Pascallet, Le Biographe universel : revue générale biographique et littéraire, 1844
- Maison de l'Empereur, administration de l'intendance générale : an X-1815, Archives nationales, 2000
- Henri Gourdon de Genouillac, Dictionnaire des anoblissements, 1270-1790, 1869
- Bulletin de la Société archéologique de Touraine, 2007